# 神秘劇 (スクリャービン)
神秘劇(しんぴげき、フランス語: Le Mystère)は、ロシアの作曲家アレクサンドル・スクリャービンによる未完の音楽作品である。スクリャービンは1903年からこの作品に取り組み始めたが、1915年に彼が亡くなったことで、この作品は未完成となった。
スクリャービンはこの作品を聴覚だけでなく、視覚や嗅覚なども利用した「共感覚的」な作品にすることを計画していた。彼はこの作品についてこう書いている。
観客は1人ではありません。全員が参加者です。この作品には、特別な人々、特別なアーティスト、そしてまったく新しい文化が必要です。キャストには、オーケストラ、大規模な混声合唱、視覚効果のある楽器、ダンサー、行列、お香、リズミカルな質感のアーティキュレーションがあります。 これらが行われる大聖堂は、単一の種類の石ではなく、神秘劇の雰囲気や動きに合わせて絶えず変化します。 これは霧と光によって、建築輪郭を変更することで行われます。
この作品の演奏はインドのヒマラヤ山脈の麓で行われることが計画されていた。そこで一週間に渡り、世界の終焉と人類が「より高貴な存在」へと置き換わっていく様を表現する。
スクリャービンが亡くなった時点で、『序幕』と題された神秘劇への前奏曲のスケッチが72ページ残されていた。このスケッチを使ってアレクサンドル・ネムティンが28年かけて、演奏時間3時間の作品『神秘劇序幕』を完成させた。『神秘劇序幕』は第一部『宇宙』、第二部『人類』、第三部『変容』で構成されている。第一部のみの録音は、キリル・コンドラシンの指揮で1973年に行われ、三部全ての録音は1996年にウラジーミル・アシュケナージとベルリン・ドイツ交響楽団によって行われた。